# Сульфат родия(III)

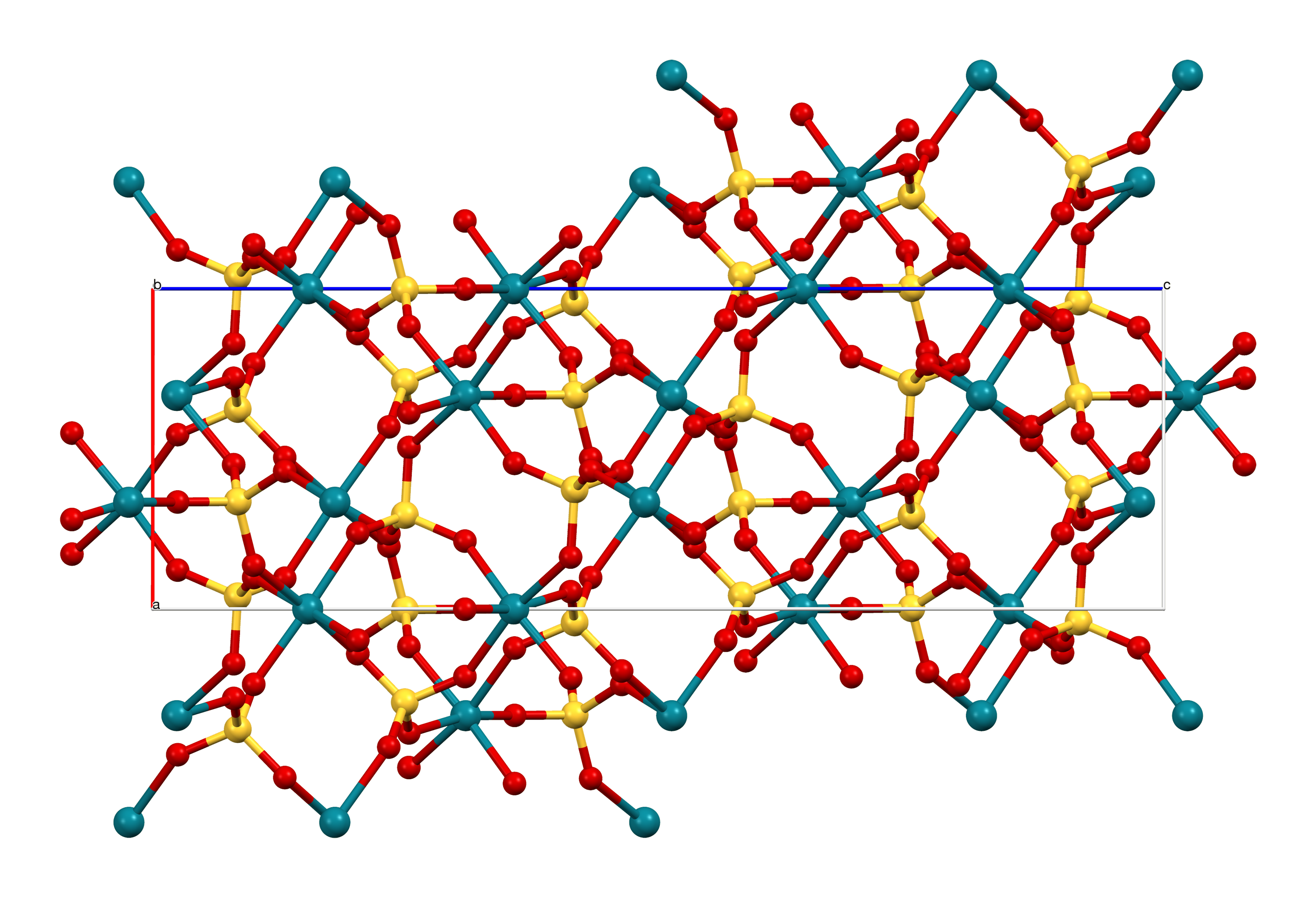

Сульфат родия(III) — неорганическое соединение,
соль родия и серной кислоты 
с формулой Rh2(SO4)3,
красно-жёлтые кристаллы,
растворяется в воде,
образует кристаллогидраты.

## Получение
- Растворение свежеосаждённого оксида родия(III) в серной кислоте:

{\displaystyle {\mathsf {Rh_{2}O_{3}+3H_{2}SO_{4}\ {\xrightarrow {}}\ Rh_{2}(SO_{4})_{3}+3H_{2}O}}}

## Физические свойства
Сульфат родия(III) образует красно-жёлтые кристаллы.
Растворяется в воде,
не растворяется в этаноле.
Образует кристаллогидраты состава Rh2(SO4)3•n H2O, где n = 4, 12 и 15.